# Canal de Steenwijk à Ossenzijl
Le Canal de Steenwijk à Ossenzijl (en néerlandais, Kanaal Steenwijk-Ossenzijl) est un canal néerlandais de la province d'Overijssel.

## Géographie
Le canal est situé dans l'extrême nord-ouest de la province d'Overijssel, dans le nord des Weerribben. Le canal est situé entièrement dans la commune de Steenwijkerland. Il relie le carrefour Steenwijkerdiep / Canal de Steenwijk à Beukers à l'ouest de Steenwijk avec le centre d'Ossenzijl et le Kalenbergergracht.